# Coupe d'Europe de rugby à XV 2015-2016
Navigation
ERCC1 2014-2015 ERCC1 2016-2017
La Coupe d'Europe de rugby à XV 2015-2016 oppose vingt équipes de clubs, de franchises ou de provinces anglaises, écossaises, françaises, galloises, irlandaises et italiennes. Elle se déroule du 13 novembre 2015 au 14 mai 2016, date de la finale au Parc Olympique Lyonnais à Lyon, en France.

## Présentation

### Équipes en compétition
Les vingt équipes qualifiées sont réparties comme suit : les six premiers de Premiership, les six premiers du Top 14, les quatre meilleures franchises irlandaise, écossaise, galloise et italienne du Pro12 ainsi que les trois autres clubs les mieux classés de cette épreuve à l'issue de la saison. La vingtième place est attribuée au vainqueur des barrages entre le septième du Top 14, le septième de Premiership et le meilleur non qualifié du Pro12.
La liste complète des clubs participants est la suivante :
| - Saracens (Premiership) - Bath Rugby - Northampton Saints - Leicester Tigers - Exeter Chiefs - Wasps | - Stade français (Top 14) - ASM Clermont - RC Toulon (Coupe d'Europe) - Stade toulousain - Racing 92 - US Oyonnax - Union Bordeaux-Bègles | - Glasgow Warriors (Pro12) - Munster - Ospreys - Ulster - Leinster - Scarlets - Benetton Trévise |

### Tirage au sort
Le tirage au sort a lieu le 17 juin 2015 à Neuchâtel, en Suisse.
Les équipes sont placées dans quatre chapeaux selon à leurs résultats en phase finale.
| Chapeau 1        | Chapeau 2          | Chapeau 3        | Chapeau 4             |
| ---------------- | ------------------ | ---------------- | --------------------- |
| Stade français   | Munster            | Stade toulousain | US Oyonnax            |
| Saracens         | RC Toulon          | Leicester Tigers | London Wasps          |
| Glasgow Warriors | Northampton Saints | Racing 92        | Scarlets              |
| ASM Clermont     | Ospreys            | Exeter Chiefs    | Benetton Trévise      |
| Bath Rugby       | Ulster             | Leinster         | Union Bordeaux-Bègles |

### Format
Les formations s'affrontent dans une première phase de groupes en matchs aller-retour (six matchs pour chacune des équipes soit douze rencontres par groupe). Quatre points sont accordés pour une victoire et deux pour un nul. De plus, un point de bonus est accordé aux équipes qui inscrivent au moins quatre essais et/ou perdant par sept points d'écart ou moins. Les cinq équipes arrivées en tête de leur poule, classées de 1 à 5, et les trois meilleures deuxièmes, classées 6, 7 et 8 sont qualifiées pour la seconde phase de la compétition. Les oppositions en quarts de finale sont définies de la manière suivante : équipe 1 contre équipe 8, 2 contre 7, 3 - 6 et 4 - 5. La suite de la compétition se fait par élimination directe à chaque tour.

## BarrageCoupe d'Europe de rugby à XV/Challenge européen
Le tournoi de barrage débute par un match entre le club classé septième du championnat anglais et le premier club non qualifié de la Ligue celtique sur un terrain décidé par tirage au sort. Le vainqueur rencontre ensuite à domicile le septième du championnat de France. Au cas où un club anglais non directement qualifié via son championnat remporte le Challenge européen 2014-2015, il prend la place de barragiste au club classé septième . Le vainqueur de ces barrages se qualifie pour la Coupe d'Europe 2015-2016 tandis que les deux autres équipes sont reversées dans le Challenge européen 2015-2016.
| 24 mai 2015 16 h 30 | Gloucester Rugby | 40 - 32 a. p. (15 - 17) | Connacht | Kingsholm Stadium, Gloucester 7 633 spectateurs Arbitre : Romain Poite |
| 24 mai 2015 16 h 30 | Essai(s) : 5 Moriarty (2e), Sharples (27e), Meakes (80e), Dawidiuk (97e), May (98e) Transformation(s) : 3 Laidlaw (2e, 80e, 98e) Pénalité(s) : 3 Laidlaw (20e, 44e), Hook (90e) Carton(s) jaune(s) : 1 Afoa (34e) |                         | Essai(s) : 4 Cooney (9e), Carty (31e), Healy (61e, 93e) Transformation(s) : 3 Carty (9e, 31e, 93e) Pénalité(s) : 2 Carty (8e, 79e) Carton(s) jaune(s) : 3 Buckley (34e), Masterson (56e), Porter (95e) | Kingsholm Stadium, Gloucester 7 633 spectateurs Arbitre : Romain Poite |
| 24 mai 2015 16 h 30 | |                         | | Kingsholm Stadium, Gloucester 7 633 spectateurs Arbitre : Romain Poite |

| 31 mai 2015 18 h 00 | Gloucester Rugby | 22 - 23 (19 - 13) | Union Bordeaux Bègles | Sixways Stadium, Worcester 5 447 spectateurs Arbitre : Leighton Hodges |
| 31 mai 2015 18 h 00 | Essai(s) : 1 Purdy (16e) Transformation(s) : 1 Laidlaw (17e) Pénalité(s) : 5 Laidlaw (3e, 11e, 25e, 33e, 71e) Carton(s) jaune(s) : 1 Afoa (46e) |                   | Essai(s) : 2 Talebula (38e, 57e) Transformation(s) : 2 Bernard (39e, 58e) Pénalité(s) : 2 Bernard (29e, 36e) Drop(s) : 1 Bernard (80e) Carton(s) jaune(s) : 1 Poirot (46e) | Sixways Stadium, Worcester 5 447 spectateurs Arbitre : Leighton Hodges |
| 31 mai 2015 18 h 00 | |                   | | Sixways Stadium, Worcester 5 447 spectateurs Arbitre : Leighton Hodges |

## Phase de poules

### Notations et règles de classement
Dans les tableaux de classement suivants, les abréviations et couleurs signifient :
|  | Qualifié pour les quarts de finale.     |
|  | Qualifié en tant que meilleur deuxième. |
|  | T : Tenant du titre 2015                |

Attribution des points : victoire sur tapis vert : 5, victoire : 4, match nul : 2, forfait : -2 ; plus les bonus (offensif : au moins 4 essais marqués ; défensif : défaite par 7 points d'écart ou moins).
Règles de classement  :
- équipes dans la même poule : 1. points classement ; 2. points classement obtenus dans les matchs entre équipes concernées ; 3. points terrain obtenus dans les matchs entre équipes concernées ; 4. nombre d'essais marqués dans les matchs entre équipes concernées ; 5. différence de points ; 6. nombre d'essais marqués ; 7. plus bas nombre de joueurs suspendus/expulsés pour incident ; 8. tirage au sort
- équipes dans des poules différentes : 1. points classement ; 2. différence de points ; 3. nombre d'essais marqués ; 4. plus bas nombre de joueurs suspendus/expulsés pour incident ; 5. tirage au sort.

### Poule 1
| Rang | Équipe           | J | V | N | D | Em | Ee | Bo | Bd | Pm  | Pe  | Diff | Pts |
| ---- | ---------------- | - | - | - | - | -- | -- | -- | -- | --- | --- | ---- | --- |
| 1    | Saracens         | 6 | 6 | 0 | 0 | 26 | 8  | 4  | 0  | 220 | 73  | +147 | 28  |
| 2    | Ulster           | 6 | 4 | 0 | 2 | 21 | 12 | 2  | 0  | 169 | 109 | +60  | 18  |
| 3    | US Oyonnax       | 6 | 1 | 0 | 5 | 10 | 30 | 1  | 2  | 99  | 218 | -119 | 7   |
| 4    | Stade toulousain | 6 | 1 | 0 | 5 | 11 | 18 | 0  | 1  | 85  | 173 | -88  | 5   |

### Poule 2
| Rang | Équipe                | J | V | N | D | Em | Ee | Bo | Bd | Pm  | Pe  | Diff | Pts |
| ---- | --------------------- | - | - | - | - | -- | -- | -- | -- | --- | --- | ---- | --- |
| 1    | Exeter Chiefs         | 6 | 3 | 0 | 3 | 18 | 18 | 3  | 1  | 148 | 151 | -3   | 16  |
| 2    | Union Bordeaux Bègles | 6 | 3 | 0 | 3 | 18 | 19 | 3  | 1  | 149 | 163 | -14  | 16  |
| 3    | Ospreys               | 6 | 3 | 0 | 3 | 12 | 16 | 2  | 2  | 138 | 142 | -4   | 16  |
| 4    | ASM Clermont          | 6 | 3 | 0 | 3 | 19 | 14 | 3  | 0  | 159 | 138 | +21  | 15  |

### Poule 3
| Rang | Équipe             | J | V | N | D | Em | Ee | Bo | Bd | Pm  | Pe  | Diff | Pts |
| ---- | ------------------ | - | - | - | - | -- | -- | -- | -- | --- | --- | ---- | --- |
| 1    | Racing 92          | 6 | 4 | 1 | 1 | 23 | 6  | 4  | 0  | 174 | 70  | +104 | 22  |
| 2    | Northampton Saints | 6 | 4 | 1 | 1 | 12 | 9  | 1  | 0  | 94  | 93  | +1   | 19  |
| 3    | Glasgow Warriors   | 6 | 3 | 0 | 3 | 10 | 11 | 1  | 1  | 114 | 96  | +18  | 14  |
| 4    | Scarlets           | 6 | 0 | 0 | 6 | 6  | 25 | 0  | 2  | 59  | 182 | -123 | 2   |

### Poule 4
| Rang | Équipe               | J | V | N | D | Em | Ee | Bo | Bd | Pm  | Pe  | Diff | Pts |
| ---- | -------------------- | - | - | - | - | -- | -- | -- | -- | --- | --- | ---- | --- |
| 1    | Leicester Tigers     | 6 | 5 | 0 | 1 | 24 | 11 | 3  | 0  | 185 | 91  | +94  | 23  |
| 2    | Stade français Paris | 6 | 4 | 0 | 2 | 25 | 17 | 3  | 0  | 186 | 118 | +68  | 19  |
| 3    | Munster              | 6 | 3 | 0 | 3 | 15 | 11 | 3  | 0  | 118 | 100 | +18  | 15  |
| 4    | Benetton Trévise     | 6 | 0 | 0 | 6 | 8  | 33 | 0  | 0  | 53  | 233 | -180 | 0   |

### Poule 5
| Rang | Équipe      | J | V | N | D | Em | Ee | Bo | Bd | Pm  | Pe  | Diff | Pts |
| ---- | ----------- | - | - | - | - | -- | -- | -- | -- | --- | --- | ---- | --- |
| 1    | Wasps       | 6 | 4 | 0 | 2 | 19 | 8  | 2  | 2  | 186 | 72  | +114 | 20  |
| 2    | RC Toulon T | 6 | 5 | 0 | 1 | 9  | 7  | 0  | 0  | 96  | 91  | +5   | 20  |
| 3    | Bath Rugby  | 6 | 2 | 0 | 4 | 7  | 8  | 0  | 2  | 88  | 131 | -43  | 10  |
| 4    | Leinster    | 6 | 1 | 0 | 5 | 5  | 17 | 0  | 2  | 82  | 158 | -76  | 6   |

## Phase finale
Les équipes sont départagées selon les critères suivants :
1. plus grand nombre de points ;
2. différence de points ;
3. nombre d'essais marqués ;
4. nombre de cartons jaunes.

Les cinq premières et les trois meilleures deuxièmes sont qualifiées pour les quarts de finale. Les huit équipes sont classées de 1 à 8 pour obtenir le tableau des quarts de finale. Les quatre premières reçoivent. La première contre la huitième, 2 contre 7, 3 - 6 et 4 - 5 :
| Rang | Clubs                    | Matchs joués | Pts | Diff | EM |
| ---- | ------------------------ | ------------ | --- | ---- | -- |
| 1    | Saracens                 | 6            | 28  | +147 | 26 |
| 2    | Leicester Tigers         | 6            | 23  | +94  | 24 |
| 3    | Racing 92                | 6            | 22  | +104 | 23 |
| 4    | Wasps                    | 6            | 20  | +114 | 19 |
| 5    | Exeter Chiefs            | 6            | 16  | -3   | 18 |
| 6    | RC Toulon (2nd)          | 6            | 20  | +5   | 8  |
| 7    | Stade français (2nd)     | 6            | 19  | +68  | 25 |
| 8    | Northampton Saints (2nd) | 6            | 19  | +1   | 12 |

### Tableau final
|  | Quarts de finale                                | Quarts de finale                            |                  |    | Demi-finales                                  | Demi-finales                                  |  |  | Finale                          | Finale                          |
|  | Quarts de finale                                | Quarts de finale                            |                  |    | Demi-finales                                  | Demi-finales                                  |  |  | Finale                          | Finale                          |
|  |                                                 |                                             |                  |    |                                               |                                               |  |  |                                 |                                 |
|  | 9 avril 2016 à l'Allianz Park, Londres          | 9 avril 2016 à l'Allianz Park, Londres      |                  |    | le 23 avril 2016 au Madejski Stadium, Reading | le 23 avril 2016 au Madejski Stadium, Reading |  |  | le 14 mai 2016 au Parc OL, Lyon | le 14 mai 2016 au Parc OL, Lyon |
|  | 9 avril 2016 à l'Allianz Park, Londres          | 9 avril 2016 à l'Allianz Park, Londres      |                  |    | le 23 avril 2016 au Madejski Stadium, Reading | le 23 avril 2016 au Madejski Stadium, Reading |  |  | le 14 mai 2016 au Parc OL, Lyon | le 14 mai 2016 au Parc OL, Lyon |
|  | Saracens                                        | 29                                          |                  |    | le 23 avril 2016 au Madejski Stadium, Reading | le 23 avril 2016 au Madejski Stadium, Reading |  |  | le 14 mai 2016 au Parc OL, Lyon | le 14 mai 2016 au Parc OL, Lyon |
|  | Saracens                                        | 29                                          |                  |    | le 23 avril 2016 au Madejski Stadium, Reading | le 23 avril 2016 au Madejski Stadium, Reading |  |  | le 14 mai 2016 au Parc OL, Lyon | le 14 mai 2016 au Parc OL, Lyon |
|  | Northampton Saints                              | 20                                          |                  |    | le 23 avril 2016 au Madejski Stadium, Reading | le 23 avril 2016 au Madejski Stadium, Reading |  |  | le 14 mai 2016 au Parc OL, Lyon | le 14 mai 2016 au Parc OL, Lyon |
|  | Northampton Saints                              | 20                                          | Saracens         | 24 |                                               |                                               |  |  | le 14 mai 2016 au Parc OL, Lyon | le 14 mai 2016 au Parc OL, Lyon |
|  | 9 avril 2016 à la Ricoh Arena, Coventry         |                                             | Saracens         | 24 |                                               |                                               |  |  | le 14 mai 2016 au Parc OL, Lyon | le 14 mai 2016 au Parc OL, Lyon |
|  |                                                 | Wasps                                       | 17               |    |                                               |                                               |  |  | le 14 mai 2016 au Parc OL, Lyon | le 14 mai 2016 au Parc OL, Lyon |
|  | Wasps                                           | Wasps                                       | 17               | 25 |                                               |                                               |  |  | le 14 mai 2016 au Parc OL, Lyon | le 14 mai 2016 au Parc OL, Lyon |
|  | Wasps                                           |                                             |                  | 25 |                                               |                                               |  |  | le 14 mai 2016 au Parc OL, Lyon | le 14 mai 2016 au Parc OL, Lyon |
|  | Exeter Chiefs                                   | 24                                          |                  |    |                                               |                                               |  |  | le 14 mai 2016 au Parc OL, Lyon | le 14 mai 2016 au Parc OL, Lyon |
|  | Exeter Chiefs                                   | 24                                          | Saracens         | 21 |                                               |                                               |  |  |                                 |                                 |
|  | 10 avril 2016 à Welford Road, Leicester         |                                             | Saracens         | 21 |                                               |                                               |  |  |                                 |                                 |
|  |                                                 | Racing 92                                   | 9                |    |                                               |                                               |  |  |                                 |                                 |
|  | Leicester Tigers                                | Racing 92                                   | 9                | 41 |                                               |                                               |  |  |                                 |                                 |
|  | Leicester Tigers                                | le 24 avril 2016 au City Ground, Nottingham |                  | 41 |                                               |                                               |  |  |                                 |                                 |
|  | Stade Français                                  | 13                                          |                  |    |                                               |                                               |  |  |                                 |                                 |
|  | Stade Français                                  | 13                                          | Leicester Tigers | 16 |                                               |                                               |  |  |                                 |                                 |
|  | 10 avril 2016 au Stade Yves-du-Manoir, Colombes |                                             | Leicester Tigers | 16 |                                               |                                               |  |  |                                 |                                 |
|  |                                                 | Racing 92                                   | 19               |    |                                               |                                               |  |  |                                 |                                 |
|  | Racing 92                                       | Racing 92                                   | 19               | 19 |                                               |                                               |  |  |                                 |                                 |
|  | Racing 92                                       |                                             |                  | 19 |                                               |                                               |  |  |                                 |                                 |
|  | RC Toulon                                       | 16                                          |                  |    |                                               |                                               |  |  |                                 |                                 |
|  | RC Toulon                                       | 16                                          |                  |    |                                               |                                               |  |  |                                 |                                 |

En phase finale, en cas d'égalité à la fin du temps réglementaire, les deux équipes disputent deux prolongations de dix minutes chacune. Si les deux équipes sont à nouveau à égalité à la fin des prolongations, on les départage selon le nombre d'essais inscrits au cours du match (y compris pendant les prolongations) ou, à défaut, lors d'une séance de tirs au but.

### Quarts de finale
| 9 avril 2016 16 h 15 | Wasps | 25 - 24 (6 - 14) | Exeter Chiefs | Ricoh Arena, Coventry 23 866 spectateurs Arbitre : Romain Poite |
| 9 avril 2016 16 h 15 | Essai(s) : 3 Piutau (42e, 79e), Halai (64e) Transformation(s) : 2 Gopperth (65e, 80e+1) Pénalité(s) : 2 Gopperth (6e, 17e) |                  | Essai(s) : 3 Waldrom (32e, 36e), Williams (48e) Transformation(s) : 3 Steenson (33e, 37e, 48e) Pénalité(s) : 1 Steenson (58e) | Ricoh Arena, Coventry 23 866 spectateurs Arbitre : Romain Poite |
| 9 avril 2016 16 h 15 | |                  | | Ricoh Arena, Coventry 23 866 spectateurs Arbitre : Romain Poite |

| 9 avril 2016 18 h 45 | Saracens | 29 - 20 (6 - 10) | Northampton Saints                                                                                               | Allianz Park, Londres 8 050 spectateurs Arbitre : Jérôme Garcès |
| 9 avril 2016 18 h 45 | Essai(s) : 2 Ashton (67e), Wyles (76e) Transformation(s) : 2 Farrell (68e, 77e) Pénalité(s) : 5 Farrell (6e, 20e, 51e, 61e, 74e) Carton(s) jaune(s) : 1 Fraser (10e) |                  | Essai(s) : 2 K.Pisi (15e), Lawes (80e) Transformation(s) : 2 Myler (17e, 80e+1) Pénalité(s) : 2 Myler (31e, 55e) | Allianz Park, Londres 8 050 spectateurs Arbitre : Jérôme Garcès |
| 9 avril 2016 18 h 45 | |                  | | Allianz Park, Londres 8 050 spectateurs Arbitre : Jérôme Garcès |

| 10 avril 2016 14 h 45 | Leicester Tigers | 41 - 13 (24 - 6) | Stade Français                                                                             | Welford Road, Leicester 20 866 spectateurs Arbitre : Nigel Owens |
| 10 avril 2016 14 h 45 | Essai(s) : 6 Tuilagi (1re), Goneva (30e, 44e), Burns (33e), Fitzgerald (en) (59e), Veainu (65e) Transformation(s) : 4 Burns (2e, 31e, 34e, 46e) Pénalité(s) : 1 Burns (15e) |                  | Essai(s) : 1 Dupuy (42e) Transformation(s) : 1 Steyn (43e) Pénalité(s) : 2 Steyn (7e, 24e) | Welford Road, Leicester 20 866 spectateurs Arbitre : Nigel Owens |
| 10 avril 2016 14 h 45 | |                  |                                                                                            | Welford Road, Leicester 20 866 spectateurs Arbitre : Nigel Owens |

| 10 avril 2016 17 h 15 | Racing 92 | 19 - 16 (10 - 10) | RC Toulon                                                                                               | Stade Yves-du-Manoir, Colombes 15 340 spectateurs Arbitre : Wayne Barnes |
| 10 avril 2016 17 h 15 | Essai(s) : 1 Imhoff (2e) Transformation(s) : 1 Carter (4e) Pénalité(s) : 4 Carter (1re), Machenaud (47e, 51e, 78e) |                   | Essai(s) : 1 Ollivon (8e) Transformation(s) : 1 Pelissié (10e) Pénalité(s) : 3 Pelissié (40e, 43e, 59e) | Stade Yves-du-Manoir, Colombes 15 340 spectateurs Arbitre : Wayne Barnes |
| 10 avril 2016 17 h 15 | |                   | | Stade Yves-du-Manoir, Colombes 15 340 spectateurs Arbitre : Wayne Barnes |

### Demi-finales
| 23 avril 2016 16 h 00 | Saracens | 24 - 17 (8 - 7) | Wasps | Madejski Stadium, Reading 16 820 spectateurs Arbitre : Romain Poite |
| 23 avril 2016 16 h 00 | Essai(s) : 2 Rhodes (28e), de pénalité (72e) Transformation(s) : 1 Farrell (73e) Pénalité(s) : 4 Farrell (40e, 42e, 46e, 68e) Carton(s) jaune(s) : 1 Farrell (50e) |                 | Essai(s) : 2 Robson (1re), Johnson (75e) Transformation(s) : 2 Gopperth (2e, 76e) Pénalité(s) : 1 Gopperth (51e) Carton(s) jaune(s) : 1 McIntyre (68e) | Madejski Stadium, Reading 16 820 spectateurs Arbitre : Romain Poite |
| 23 avril 2016 16 h 00 | |                 | | Madejski Stadium, Reading 16 820 spectateurs Arbitre : Romain Poite |

| 24 avril 2016 16 h 15 | Leicester Tigers                                                                                                | 16 - 19 (6 - 13) | Racing 92 | City Ground, Nottingham 22 148 spectateurs Arbitre : Nigel Owens |
| 24 avril 2016 16 h 15 | Essai(s) : 1 Veainu (79e) Transformation(s) : 1 Williams (79e) Pénalité(s) : 3 Burns (27e), Williams (37e, 43e) |                  | Essai(s) : 1 Machenaud (2e) Transformation(s) : 1 Carter (3e) Pénalité(s) : 3 Carter (20e, 39e, 50e), Goosen (73e) | City Ground, Nottingham 22 148 spectateurs Arbitre : Nigel Owens |
| 24 avril 2016 16 h 15 | |                  | | City Ground, Nottingham 22 148 spectateurs Arbitre : Nigel Owens |

### Finale
| 14 mai 2016 17 h 45 | Saracens                                                   | 21 - 9 (12 - 6) | Racing 92                              | Parc Olympique lyonnais, Lyon 58 017 spectateurs Arbitre : Nigel Owens |
| 14 mai 2016 17 h 45 | Pénalité(s) : 7 Farrell (9e, 24e, 31e, 38e, 50e, 75e, 78e) |                 | Pénalité(s) : 3 Goosen (17e, 35e, 61e) | Parc Olympique lyonnais, Lyon 58 017 spectateurs Arbitre : Nigel Owens |
| 14 mai 2016 17 h 45 |                                                            |                 |                                        | Parc Olympique lyonnais, Lyon 58 017 spectateurs Arbitre : Nigel Owens |

## Statistiques

### Meilleurs réalisateurs
| Rang | Joueur         | Club             | Essais | Transf. | Pén. | Drops | Points |
| ---- | -------------- | ---------------- | ------ | ------- | ---- | ----- | ------ |
| 1    | Owen Farrell   | Saracens         | 0      | 17      | 31   | 0     | 127    |
| 2    | Dan Biggar     | Ospreys          | 2      | 9       | 14   | 1     | 73     |
| 3    | Jimmy Gopperth | Wasps            | 2      | 11      | 12   | 0     | 68     |
| 4    | Dan Carter     | Racing 92        | 0      | 13      | 10   | 0     | 56     |
| 5    | Paddy Jackson  | Ulster           | 0      | 15      | 7    | 1     | 54     |
| 6    | Finn Russell   | Glasgow Warriors | 0      | 6       | 13   | 0     | 51     |
| 7    | George Ford    | Bath Rugby       | 0      | 4       | 11   | 3     | 50     |
| 8    | Morgan Parra   | ASM Clermont     | 0      | 14      | 7    | 0     | 49     |
| 9    | Morné Steyn    | Stade français   | 0      | 11      | 7    | 0     | 43     |
| -    | Freddie Burns  | Leicester Tigers | 2      | 12      | 3    | 0     | 43     |

### Meilleurs marqueurs
| Rang | Joueur          | Club             | Essais |
| ---- | --------------- | ---------------- | ------ |
| 1    | Thomas Waldrom  | Exeter Chiefs    | 6      |
| -    | Vereniki Goneva | Leicester Tigers | 6      |
| 3    | Chris Wyles     | Saracens         | 5      |
| 4    | Paul Williams   | Stade français   | 4      |
| -    | Chris Ashton    | Saracens         | 4      |
| -    | Juan Imhoff     | Racing 92        | 4      |
| -    | Charles Piutau  | Wasps            | 4      |
| -    | Telusa Veainu   | Leicester Tigers | 4      |